# Kościół Matki Bożej Pocieszenia w Pasierbcu
Kościół Matki Bożej Pocieszenia w Pasierbcu – murowana świątynia rzymskokatolicka w miejscowości Pasierbiec w powiecie limanowskim. Pełni rolę kościoła parafialnego miejscowej parafii oraz centrum tutejszego sanktuarium maryjnego.

## Historia
Budowę kościoła rozpoczęto w 1973, a ukończono w 1980. Wykorzystano projekt krakowskiego architekta Zbigniewa Zjawienia. Poświęcenia dokonał biskup Jerzy Ablewicz 21 maja 1983.

## Architektura
Kościół wzniesiono na szczycie wzniesienia, co sprawia, że góruje on nad całą okolicą. Dwie strzeliste nawy układają się w kształt litery M, co ma symbolizować sanktuarium maryjne.

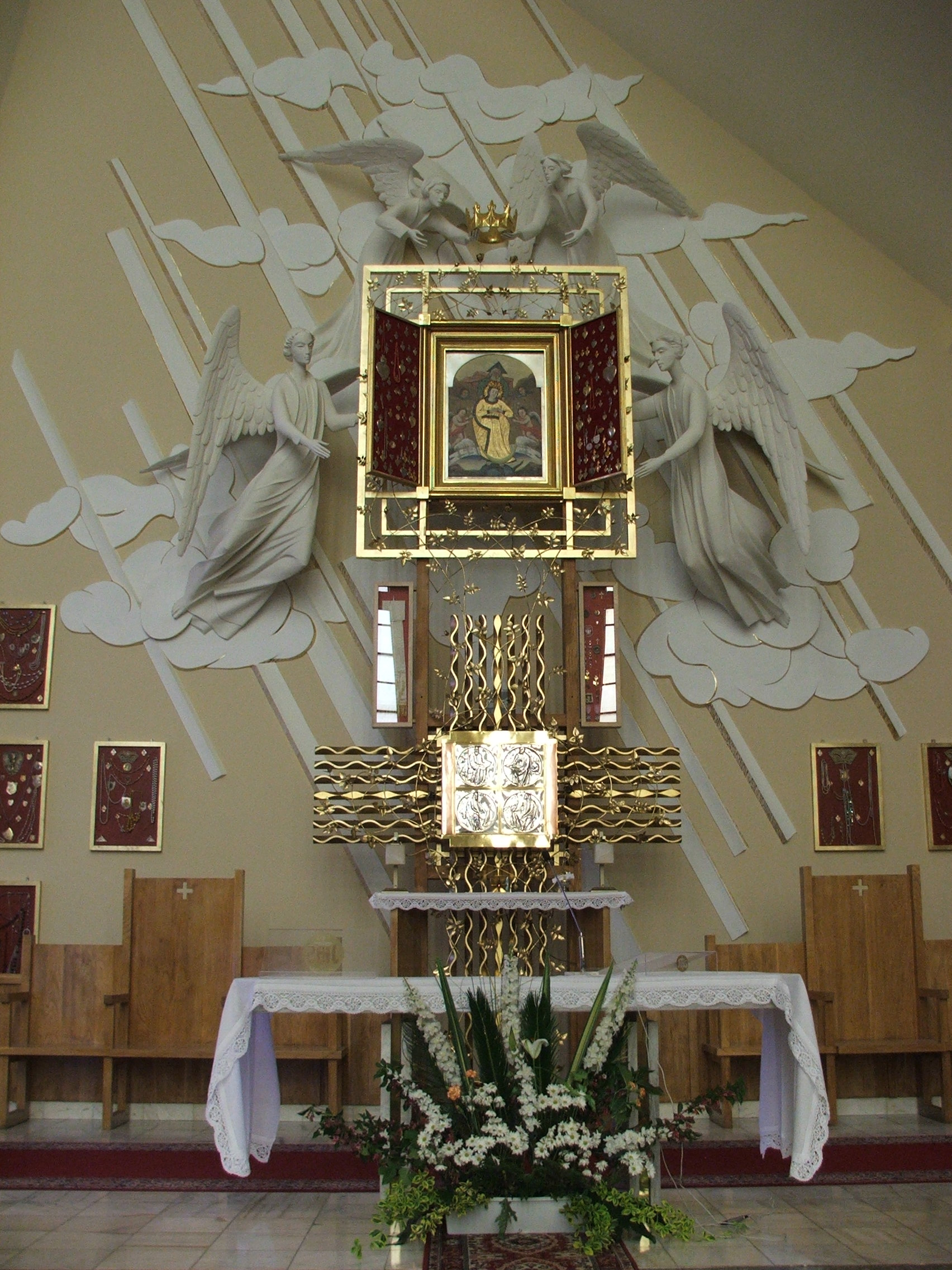
Ołtarz główny kościoła Matki Bożej Pocieszenia w Pasierbcu

## Wnętrze
Wnętrze pasierbieckiego kościoła jest jasne i przestronne. Pomalowane na biało ściany zdobią jedynie nieliczne obrazy.

### Ołtarze
ołtarz głównyzaprojektowany został przez Wincentego Kućmę z Krakowa. Wykonano go w 1993. W centralnej części mieści się tryptyk z cudownym obrazem Matki Bożej Pocieszenia, po bokach którego umieszczone zostały dary wotywne. Po drugiej stronie skrzydeł tryptyku umieszczono sceny z życia Maryi. Całość podtrzymują anioły wyłaniające się z obłoków.
ołtarz bocznyprosty marmurowy ołtarz z drewnianym krzyżem, na którym wisi obraz Jezu, Ufam Tobie.

### Witraże

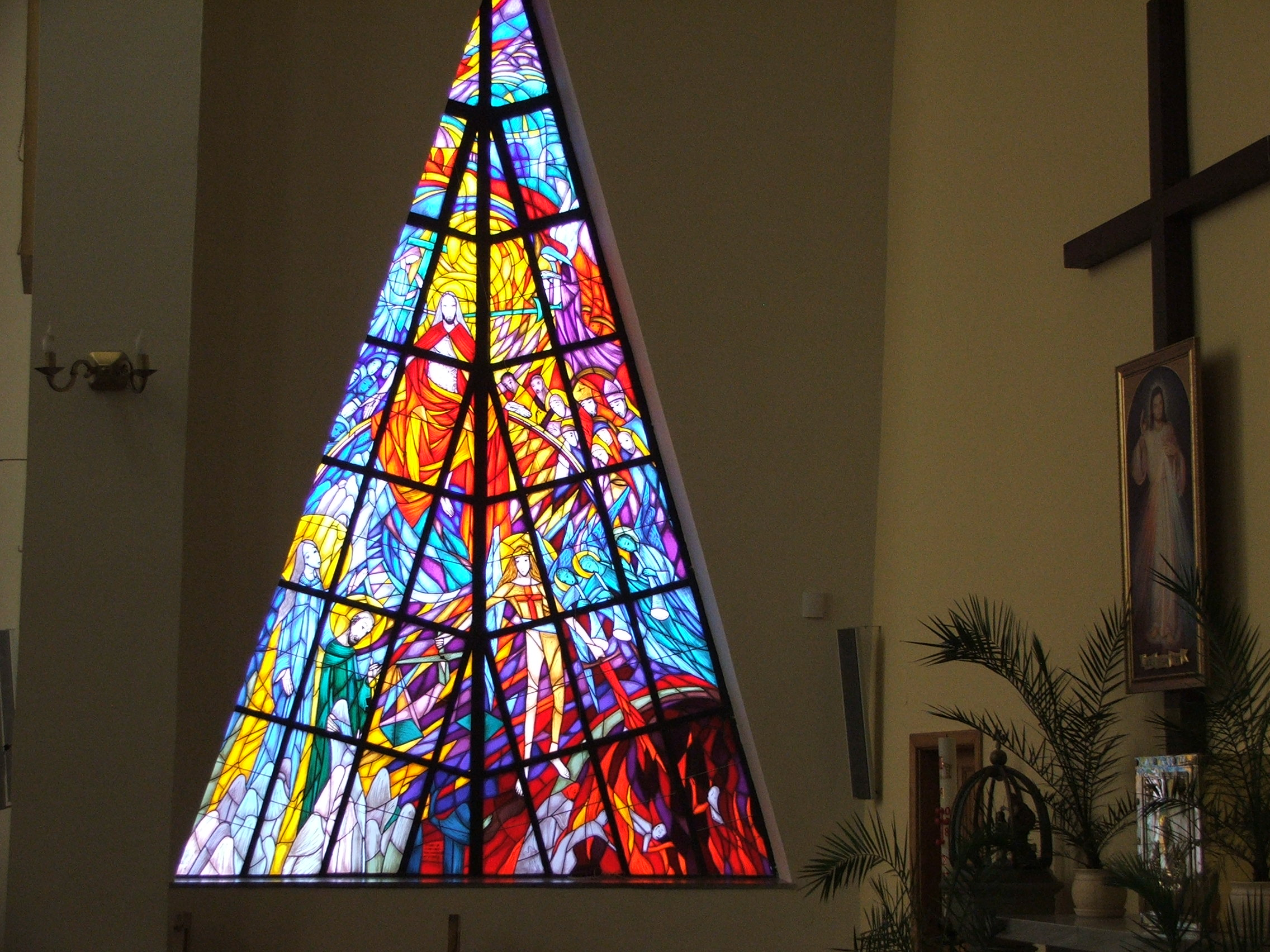
Witraż Sąd Ostateczny

W kościele znajduje się pięć witraży:
- Zmartwychwstanie
- Sąd Ostateczny
- Cud pod Rastatt
- Przeniesienie Cudownego Obrazu
- Koronacja Matki Bożej Pocieszenia.